# Running Free
Singles de Iron Maiden
Sanctuary
Singles de Iron Maiden
Aces High
(1984) Run to the Hills live
(1985)
Running Free est le premier single du groupe de heavy metal britannique Iron Maiden.

## Pistes
1. Running Free − 3:16
2. Burning Ambition 2:41

## Crédits
- Paul Di'Anno – chant
- Dave Murray – guitare
- Dennis Stratton – guitare, chœurs
- Steve Harris – guitare basse, chœurs
- Clive Burr – batterie